# الدوري التشيكوسلوفاكي 1925–26
الدوري التشيكوسلوفاكي 1925–26 هو الموسم 21 من الدوري التشيكوسلوفاكي ‏. أشرف على تنظيمه اتحاد جمهورية التشيك لكرة القدم، وكان عدد الأندية المشاركة فيه 12، وفاز فيه سبارتا براغ.